# Leonotis
Leonotis es un género con 48 especies de Angiospermas perteneciente a la familia Lamiaceae. Es originario de África tropical y Madagascar.

## Especies seleccionadas
| - Leonotis africana - Leonotis bachmannii - Leonotis bequaerti - Leonotis brevipes - Leonotis capensis | - Leonotis caribea - Leonotis decadonta - Leonotis dinteri - Leonotis dubia - Leonotis dysophylla - Leonotis leonurus - Leonotis nepetifolia |